# Singleton (группа)
Singleton — англоязычная инди-рок-группа из Киева, Украина. Их музыка характеризуется мелодичностью, мощным гитарным звуком и эмоциональным, чувственным женским вокалом. Драйвовая и умелая концертная подача также является отличительной чертой Singleton.

## Информация о группе
Находясь в авангарде украинской независимой сцены с 2004 года, Singleton имеют большой концертный опыт на Украине, в России, Белоруссии и Германии. Участники многих фестивалей, среди которых «Соседний мир», «Свирж», «Fight Fest», Eurock Marathon.

В 2009 год группа выпустила дебютный EP «Storms» и отыграла тур по Украине в его поддержку. Также этот год ознаменовался ротацией песни «Hey Boy» на немецкой радиостанции Big FM, а позже, в 2010 году, Singleton сыграли свой первый концерт в Германии.

Долгожданный полноформатный альбом «The High Seas» вышел в ноябре 2010 года  и получил множество позитивных отзывов и рецензий в зарубежных и отечественных музыкальных изданиях.

Пригласив в свой состав второго гитариста, Singleton сейчас работают над записью нового альбома, выпуск которого запланирован на начало 2013 года. Над сведением нового альбома работает Barny Barnicott, известный по своему сотрудничеству с Kasabian, Arctic Monkeys и другими. 

В ноябре 2012 года Singleton завоевали 1е место на фестивале Eurock Marathon в Берлине.

## Дискография
- 2009 — «Storms» (EP)
- 2010 — «The High Seas»

## Состав
- Алина Федорова — вокал
- Сергей «Jim» Жемейцев — гитара
- Никита Юдин - гитара
- Дмитрий Чудаков — бас-гитара
- Виталий Ермак — ударные